# Padre Barral
Padre Barral est l'une des six paroisses civiles de la municipalité d'Antonio Díaz dans l'État de Delta Amacuro au Venezuela. Sa capitale est San Francisco de Guayo.

## Géographie

### Démographie
Hormis sa capitale San Francisco de Guayo, la paroisse civile possède plusieurs localités, généralement situées au bord d'un des bras de l'Orénoque :
- Ajotejana
- Buari
- Cuamaju
- Daudujana
- Guarucara
- Guayaboroina
- Jobure
- Jotajana
- La Esperanza
- Merejina
- Murako (ou Muraco)
- San Francisco de Guayo